# 长老会三一堂 (旧金山)
长老会三一堂（英語：Trinity Presbyterian Church）是一座历史建筑，长老会教堂，位于美国加州旧金山23街3261号。
该堂建于1891年，罗曼式风格。1982年列入国家史迹名录。